# Jaime Cárdenas Gracia
Jaime Fernando Cárdenas Gracia (Parras de la Fuente, Coahuila, 17 de febrero de 1960) es un abogado, académico y político mexicano. Fue diputado federal de 2009 a 2012 por el Partido del Trabajo (sin afiliación al mismo), investigador de la UNAM; se desempeñó como Consejero del Instituto Federal Electoral de 1996 a 2003.
Es Doctor en Derecho por la Universidad Nacional Autónoma de México, y por la Universidad Complutense de Madrid. Ha sido Visiting Fellow en la Universidad de Yale y Visiting Researcher en la Universidad de Georgetown. Es Investigador del Sistema Nacional de Investigadores del Consejo Nacional de Ciencia y Tecnología (Conacyt), nivel III e investigador del Instituto de Investigaciones Jurídicas de la UNAM de tiempo completo. 
Ha recibido distintos premios y reconocimientos como el Premio Anual Ignacio Manuel Altamirano en 1994 y Premio Nacional de Periodismo en 2004.
Fue invitado como experto, del grupo internacional que revisó los insumos técnicos que apoyaron la instalación de la Asamblea Constituyente en Bolivia en el año 2006. 
Fue de 2007 a 2008 Consejero de la Judicatura del Distrito Federal. Fue postulado por el Partido del Trabajo a diputado federal por el IV Distrito Electoral Federal del Distrito Federal de Iztapalapa. Fue diputado constituyente para la Ciudad de México de 2016 a 2017.

## Publicaciones
- El proceso constituyente chileno: de la esperanza al rechazo, (autor), Instituto de Investigaciones Jurídicas, UNAM, Cámara de Diputados, 2023, ISBN: 978-607-30-8366-9.
- La República de Texas (1836-1845) Escisión y anexión, (autor), Instituto de Investigaciones Jurídicas, UNAM, 2022, ISBN: 978-607-30-6085-1.
- El contractualismo y su proyección jurídico-política,(autor), Universidad Autónoma de Querétaro, México, 1991, ISBN 968-845-125-8.
- Partidos políticos y democracia representativa, (autor), XLIX Legislatura del Estado de Querétaro, 1991, 1ª Edición, 2,000 ejemplares, Querétaro, Qro., (Registro en trámite).
- Crisis de legitimidad y democracia interna de los partidos políticos,(autor), Fondo de Cultura Económica, 1992, 1ª. Edición, 2,000 ejemplares, ISBN 968-16-3756-9.
- Transición política y reforma constitucional en México*,(autor), Instituto de Investigaciones Jurídicas, UNAM, 1994, Serie G Estudios Doctrinales No. 158, 1ª. Edición, 1,000 ejemplares, ISBN 968-36-3806-6.
- Una Constitución para la Democracia: Propuestas para un Nuevo Orden Constitucional,(autor), Instituto de Investigaciones Jurídicas, UNAM, 1996, Serie G: Estudios Doctrinales, Núm. 180, 1a. edición, ISBN 968-36-4843-6.
- Partidos Políticos y Democracia, (autor), Instituto Federal Electoral, México, 1996. ISBN 968-6581-70-7.
- La Actualidad Constitucional de América Latina, (autor),  Proliber, México, 1997. ISBN 968-7944-00-5.
- Estudios Jurídicos en torno al Instituto Federal Electoral, (autor), (Coautoría),  Instituto de Investigaciones Jurídicas, México, 2000. ISBN 968-36-8592-7.
- Lecciones de los asuntos de Pemex y Amigos de Fox, (autor), UNAM, México, 2004. ISBN 970-32-1746-X.
- La Argumentación como Derecho*, (autor), UNAM, México, 2005. ISBN 970-32-2415-6. Primera Edición.
- Estado de Derecho y Corrupción , (Coautor) Porrúa, México, 2005. ISBN 970-07-6113-4.
- Poderes fácticos e incompatibilidades parlamentarias, (autor), México, UNAM, 2006. ISBN 970-32-3653-7.
- Para entender la Constitución Política de los Estados Unidos Mexicanos, (Coautor), México, Nostra Ediciones, 2007, ISBN 968-5447-38-1.
- Introducción al Estudio del Derecho, (autor), UNAM/Nostra Ediciones,2009, ISBN: 978-607-7603-25-2
- En defensa del Petróleo,(autor), UNAM, México, 2009, ISBN: 978-60-7021-0716.
- La crisis del sistema electoral mexicano. A propósito del proceso electoral de 2012, (autor), México, UNAM, 2014. ISBN:978-60-7025-2617.
- Manual de Argumentación Jurídica, (autor), México, UNAM y Porrúa, 2014. ISBN: 978-60-7091-4768
- Crítica a la reforma constitucional energética de 2013, (autor), México, UNAM, 2014. ISBN:
- Las pruebas y las resoluciones electorales, (autor), México, Porrúa,2014. ISBN: 978-607-09-1697-7
- Curso de Argumentación Jurídica, (autor), México, Centro de Estudios Jurídicos Carbonell, 2015. ISBN:978-607-97214-3-5
- La prueba y argumentación de los hechos, (coordinador), México, Tirant Lo Blanch, 2015. ISBN:978-84-9053-894-4
- Poder constituyente, Constitución y cambio democrático, (autor),México, UBIJUS, 2015. ISBN: 978-607-9389-23-9
- La reforma energética. Análisis y consecuencias ,(coordinador), México, Tirant Lo Blanch-UNAM, 2015. ISBN:978-84-9086-077-9
- El modelo jurídico del neoliberalismo, (autor), México, UNAM-Editorial Flores, 2016. ISBN:978-607-610-354-8
- Del Estado absoluto al Estado neoliberal, (autor), México, UNAM, 2016, 2017. ISBN:978-607-02-9058-9
- Argumentación Jurídica, (autor), México, Facultad de Derecho UNAM-Porrúa, 2017. ISBN:978-607-09-2634-1
- La Constitución de la Ciudad de México. Análisis crítico, (autor),México, Instituto Belisario Domínguez del Senado de la República y UNAM, 2017. ISBN:978-607-02-9902-5
- La nulidad de la elección presidencial, (autor), México, Tirant Lo Blanch,2018. ISBN: 978-84-9169-243-0
- La Ley de Seguridad Interior,(coordinador), México, Tirant Lo Blanch,2019. ISBN: 978-84-9190-736-7
- Ley General de Responsabilidades Administrativas, (coordinador), México, UNAM, 2019. ISBN:978-607-30-2197-5
- Las trampas de la publicidad oficial, (autor), México, UNAM, 2019. ISBN:978-607-30-2322-1
- Teorías críticas y Derecho Mexicano (coautor), México, Tirant Lo Blanch,2019. ISBN:978-84-1313-644-8.
- Manual de Derecho Constitucional, (autor), México, Tirant Lo Blanch,2020. ISBN: 978-84-1355-313-9
- Curso básico de Derecho Constitucional, (autor), México, Centro de Estudios Jurídicos Carbonell, 2021. ISBN:978-6078-493-53-1
- Filosofía del Derecho (coordinador), México, UNAM-Tirant Lo Blanch,2021. ISBN:978-8411-13-121-6
- La República de Texas,(autor), (1836-1845) Escisión y anexión, México, UNAM,2022. ISBN:978-6073-060-85-1